# Tour del Adiós
Tour del Adiós ou Gira del Adiós (no Brasil, Turnê do Adeus) foi a quarta turnê do grupo musical pop mexicano RBD e a última em seu formato original.
A turnê iniciou-se no dia 1º de novembro de 2008 em La Paz, na Bolívia e concluída em Madrid, Espanha, no dia 21 de dezembro de 2008. No total, percorreu a América do Norte, Sul e Europa com 19 shows no final de 2008, quando encerra definitivamente a carreira de 4 anos em grupo para então iniciar suas respectivas carreiras solo.

## Antecedentes
Em 14 de agosto de 2008, o grupo RBD anunciou sua separação após 4 anos de carreira e o início da último turnê do grupo. Após o anúncio da separação, os fãs do grupo promoveram passeatas em diversos lugares contra a separação do grupo. O showque o grupo realizou em Puerto Ordaz, Venezuela, no dia 4 de outubro de 2008 – dia em que se é comemorado o "Dia Mundial do RBD" –, marcou o fim da Empezar Desde Cero Tour e o início da turnê de despedida.

## Desenvolvimento
A turnê iniciou-se em 1º de novembro de 2008, na Bolívia. O grupo passou por outros países como: Argentina, Brasil, Equador, Estados Unidos, Peru, Chile, Eslovênia e Sérvia. Alguns shows dessa turnê ocorreram sem a presença da integrante Maite Perroni, pois estava gravando a telenovela mexicana Cuidado Con El Ángel (2008–09).
A primeira passagem do grupo pelo Brasil iniciou-se em Fortaleza e foi concluída em Brasília, onde o cantor norte-americano Pee Wee foi convidado a abrir os shows do grupo durante essa passagem. Durante ainda pela primeira passagem, o grupo realizou um show em São Paulo, no dia 29 de novembro de 2008. Esse show serviu para o DVD Tournée do Adeus. A gravação contou com a presença de Perroni.
O grupo retornou ao país para realizar mais dois shows extras antes do término da turnê, se apresentando apenas em São Paulo e no Rio de Janeiro. O cantor Alfonso Herrera não participou da apresentação na capital paulista em razão do atraso de seu voo, enquanto Perroni não participou de ambas apresentações.
O grupo tinha planos para fazer um grande show de despedida no México, o que não chegou a acontecer. O último show da carreira da banda aconteceu em Madrid, em 21 de dezembro de 2008 no Palacio de Deportes de la Comunidad de Madrid.

## Gravação
A RecordTV exibiu um especial de fim de ano intitulado RBD: O Adeus em 13 de dezembro de 2008, exibindo o show da banda que ocorreu em São Paulo na Arena Skol Anhembi em 29 de novembro do mesmo ano. Em 2 de dezembro de 2009, o especial foi lançado em DVD, intitulado Tournée do Adeus.

## Repertório
1. "Cariño Mio"
2. "Aún Hay Algo"
3. "Celestial"
4. "Un Poco De Tu Amor"
5. "Otro Día Que Vá"
6. "Ser O Parecer"
7. "Hoy Que Te Vas"
8. "Sólo Quédate en Silencio"
9. "Inalcanzable"
10. "Y No Puedo Olvidarte"
11. "Light Up the World Tonight"
12. "Sálvame"
13. "Este Corazón"
14. "Tu Amor"
15. "No Pares"
16. "Empezar Desde Cero"
17. "Solo para Ti"
18. "Me Voy"
19. "Qué Hay Detrás"
20. "Bésame Sin Miedo"
21. "Nuestro Amor"
22. "Tras de Mí"
23. "Rebelde"

- A canção "Empezar Desde Cero" foi interpretada somente quando Maite Perroni esteve presente.
- Dulce María interpretou o refrão da canção "Te Daría Todo" após a canção "No Pares".
- Em 9 e 10 de dezembro, a canção "Just Breathe" foi interpretada por Anahí após "Sálvame".
- As canções "Hoy Que Te Vas", "Que Hay Detrás" e "Me Voy" não foram interpretadas em Guayaquil, Quito, Lima, Santiago e Eslovênia.
- A canção "Te Daria Todo" foi interpretada em São Paulo (9 de dezembro), Rio de Janeiro (10 de dezembro) e Guayaquil, substituindo "No Pares".

## Datas
| Data                   | Cidade         | País           | Local                          | Ato(s) de abertura | Público         | Receita       |
| ---------------------- | -------------- | -------------- | ------------------------------ | ------------------ | --------------- | ------------- |
| 1 de novembro de 2008  | La Paz         | Bolívia        | Estádio Hernando Siles Reyes   | —                  | 11,453 / 13,000 | US$ 1,454,198 |
| 7 de novembro de 2008  | Buenos Aires   | Argentina      | Luna Park                      | —                  | —               | —             |
| 8 de novembro de 2008  | Córdova        | Argentina      | Orfeo Superdomo                | —                  | —               | —             |
| 9 de novembro de 2008  | Rosário        | Argentina      | Estádio Marcelo Abierto Bielsa | —                  | —               | —             |
| 25 de novembro de 2008 | Fortaleza      | Brasil         | Siará Hall                     | Pee Wee            | —               | —             |
| 27 de novembro de 2008 | Porto Alegre   | Brasil         | Pepsi on Stage                 | Pee Wee            | —               | —             |
| 28 de novembro de 2008 | Rio de Janeiro | Brasil         | HSBC Arena                     | Pee Wee            | 9,672 / 10,000  | US$ 572,161   |
| 29 de novembro de 2008 | São Paulo      | Brasil         | Arena Skol Anhembi             | Pee Wee            | 12,464 / 14,000 | US$ 889,793   |
| 30 de novembro de 2008 | Brasília       | Brasil         | Ginásio Nilson Nelson          | Pee Wee            | 6,691 / 7,000   | US$ 382,932   |
| 5 de dezembro de 2008  | Los Angeles    | Estados Unidos | Gibson Amphitheatre            | —                  | —               | —             |
| 9 de dezembro de 2008  | São Paulo      | Brasil         | HSBC Brasil                    | —                  | —               | —             |
| 10 de dezembro de 2008 | Rio de Janeiro | Brasil         | Vivo Rio                       | —                  | —               | —             |
| 11 de dezembro de 2008 | Guaiaquil      | Equador        | Estádio Modelo Alberto Spencer | —                  | —               | —             |
| 12 de dezembro de 2008 | Quito          | Equador        | Coliseu General Rumiñahui      | —                  | —               | —             |
| 13 de dezembro de 2008 | Lima           | Peru           | Estádio Nacional do Peru       | —                  | 21,811 / 25,000 | US$ 766,311   |
| 14 de dezembro de 2008 | Santiago       | Chile          | Arena Santiago                 | —                  | —               | —             |
| 16 de dezembro de 2008 | Liubliana      | Eslovênia      | Tivoli Hall                    | —                  | —               | —             |
| 18 de dezembro de 2008 | Belgrado       | Sérvia         | Belgrade Arena                 | —                  | 7,008 / 7,008   | US$ 327,279   |
| 21 de dezembro de 2008 | Madrid         | Espanha        | Palacio de Deportes            | —                  | —               | —             |
| Total                  | Total          | Total          | Total                          | Total              | 69,099 / 76,008 | US$ 4,392,674 |

### Showscancelados
| Data                   | Cidade       | País      | Local                       | Ref.   |
| ---------------------- | ------------ | --------- | --------------------------- | ------ |
| 2 de novembro de 2008  | Buenos Aires | Argentina | Club Ciudad de Buenos Aires | [ 21 ] |
| 14 de novembro de 2008 | Assunção     | Paraguai  | Estádio Manuel Ferreira     | [ 22 ] |

## Prêmios e indicações
| Ano  | Premiação                    | Categoria             | Resultado | Ref.   |
| ---- | ---------------------------- | --------------------- | --------- | ------ |
| 2009 | Premios Juventud             | Mi concierto favorito | Indicado  | [ 23 ] |
| 2009 | Billboard Latin Music Awards | Tour latino del año   | Venceu    | [ 24 ] |

## Créditos
Ficha técnica:
| RBD - Alfonso Herrera – vocal - Anahí – vocal - Christian Chávez – vocal - Christopher Uckermann – vocal - Dulce María – vocal - Maite Perroni – vocal | Banda - Charly Rey – guitarra, violão - Eddie Tellez – teclado, piano - Guido Laris – diretor musical, baixo, violão - Luis Emilio "Catire" Mauri Arreaza – percussão - Mauricio "Bicho" Soto Lartigue – bateria |